# Суперконтинент
Суперконтинент је копнена маса која обухвата више од једног континенталног језгра или кратона. Скуп кратона и сраштених терена који обликују Евроазију означавају се данас као суперконтинент.